# Conquista de La Meca
La Conquista de La Meca o la Toma de La Meca es el hecho de la caída de esta ciudad santa del islam, en la actual Arabia Saudita, en manos de los musulmanes, liderados por Mahoma el 11 de enero del año 630 DC (20 de Ramadán, 8 AH).

## Antecedentes
En 632, la tribu mecana de los Quraysh y la comunidad musulmana de Medina firmaron una tregua de 10 años llamado el Tratado de Hudaybiyyah. Según los términos del tratado a las tribus árabes se les dio la opción de unirse a cualquiera de las partes, los musulmanes o los Quraish. Si alguna de estas tribus era agredida, la parte a la que era aliada tendría derecho a tomar represalias. Como consecuencia, los Banu Bakr se unió a la de Quraish y los Khuza'ah se unió a Mahoma.
Ellos vivieron en paz durante algún tiempo, pero por otros motivos que se remontan a la época preislámica, encendida por el fuego sin cesar de la venganza, desencadenaron las hostilidades recientes. Banu Bakr, sin preocuparse por las disposiciones del tratado, atacó a los Banu Khuza'a en un lugar llamado Al-wateer en Sha'ban, en el año 8 AH. Los Quraish ayudaron a los Banu Bakr con hombres y armas, aprovechando la noche oscura.
Presionado por sus enemigos, los miembros de la tribu de Khuza'ah buscaban el santuario de la Caaba, pero también en este caso, sus vidas no se salvaron, y, en contra de todas las tradiciones aceptadas, Nawfal, el jefe de los Banu Bakr, los persiguió en la zona santa - donde ninguna sangre debe ser derramada - y masacró a sus adversarios. Khuza'ah a la vez envió una delegación a Medina para informar de esta violación de la tregua al profeta Mahoma y buscar la ayuda de los musulmanes de Medina de ser sus aliados. Mahoma fue derrotado.
Después del incidente los Quraysh enviaron una delegación a Mahoma, pidiendo mantener el pacto con los musulmanes y ofrecer una compensación material. Las fuerzas musulmanas se habían reunido en la fuerza para resolver cuentas con los Quraysh y para el ataque final a La Meca.

## La conquista
Después de la salida de Abu Sufyan, Mahoma ordenó de inmediato formar un gran ejército. El objetivo de la operación se mantuvo en secreto, e incluso sus amigos cercanos y los comandantes de Mahoma no sabían sus planes. Él tenía la intención de atacar a los Quraysh utilizando el elemento sorpresa. Para mayor secreto, Muhammad envió a Abu Qatada a "Batan Izm" para dar la impresión de que quería ir allí.
El ejército musulmán se dirigió a La Meca el miércoles 29 de diciembre de 629 (el 6 de Ramadán, 8 hijra). Los voluntarios y los contingentes de las tribus aliadas se unieron al ejército musulmán en el camino, incrementando su tamaño a cerca de 10,000 hombres. Esta fue la fuerza musulmana más grande jamás reunida. El ejército se quedó en Marr-uz-Zahran, situado a diez km al noroeste de La Meca. Mahoma ordenó a cada uno a encender un fuego con el fin de hacer que los mecanos sobreestiman el tamaño del ejército.
Mientras tanto, Abu Sufyan viajó ida y vuelta entre La Meca y Mahoma, todavía tratando de llegar a un acuerdo. Según las fuentes, se encontró con el tío de Mahoma Abd al-Muttalib o Al- Abbas, aunque algunos estudiosos consideran que éste es el antepasado de la dinastía Abasí.
La Meca se encuentra en el valle de Ibrahim, rodeado de escarpadas colinas negras que alcanzan alturas de 300 metros en algunos lugares. Había cuatro vías de entrada a través de pasos en las colinas. Estos iban desde el norte-oeste, el suroeste, el sur y el norte-este. Mahoma dividió el ejército musulmán en cuatro columnas: una para avanzar a través de cada paso. La columna principal en la que Mahoma estaba presente en persona estaba al mando de Abu Ubaidah Ibn al Jarrah. Se encarga de entrar Meca a través de la ruta principal Medina, desde el noroeste cerca de Azakhir. El primo de Mahoma Az Zubayr comandó la segunda columna que entraría en La Meca desde el suroeste, a través de un paso al oeste de la colina de Kuda. La columna de entrada desde el sur a través de Kudai estaba bajo el liderazgo del primo de Mahoma Alí. La última columna bajo el mando de Khalid ibn al-Walid fue el encargado de entrar desde el noreste, a través de Khandama y Lait.
Su táctica era avanzar simultáneamente desde todos lados hacia un único objetivo central. Esto daría lugar a la dispersión de las fuerzas enemigas y evitar su concentración en un solo frente. Otra razón importante de esta táctica es que incluso si una o dos de las columnas de ataque enfrentaba una fuerte resistencia y era incapaz de romperla, el ataque podría continuar desde otros flancos. Esto también podría impedir que los Qurays escaparan.
Mahoma hizo hincapié en la abstención de luchar a menos que los Qurays atacaran. El ejército musulmán entró en La Meca el lunes 11 de enero de 630 (18 de Ramadán año 8 de la Hégira). La entrada fue pacífica y sin derramamiento de sangre en tres sectores a excepción de la columna de Khalid. Enardecidos antimusulmanes como Ikrimah y Safwan reunieron a un grupo de combatientes Qurays y enfrentaron a la columna de Khalid. Ellos atacaron a los musulmanes con espadas y arcos y los musulmanes lucharon contra las posiciones Qurays. Después de una breve escaramuza el Quresh cedió terreno luego de perder doce hombres y las pérdidas de los musulmanes eran dos guerreros.

## Consecuencias
En vísperas de la toma Abu Sufyan adoptó el islam. Cuando preguntó por Mahoma, admitió que los dioses de La Meca se habían mostrado impotentes y que no habían hecho nada y dijo: "No hay más dios que Dios", la primera parte del credo islámico. A su vez Mahoma declaró la casa de Abu Sufyan un santuario, porque él era el actual jefe, y que todos los demás estaban reunidos en su territorio, por lo tanto dijo: "El que entra en la casa de Abu Sufyan estará a salvo, el que abre los brazos estarán a salvo, el que cierra su puerta estará a salvo".
También declaró:

Alá [dios] ha hecho de La Meca un santuario desde el día en que creó los cielos y la tierra, y lo seguirá siendo un santuario en virtud de la santidad que Alá ha concedido a él hasta el día de la Resurrección. La lucha (en él) no fue hecha lícita a nadie antes que yo. Tampoco será hecha lícita a nadie después de mí y no se ha hecho lícita para mí, excepto por un breve período de tiempo. Sus animales (que se pueden cazar) no deben ser perseguidos, ni se deben cortar sus árboles, ni la vegetación o la hierba arrancados, ni su Luqata (la mayoría de las cosas) recogida, salvo por alguien que hace un anuncio público al respecto.

Entonces, junto con sus compañeros, Mahoma visitó la Kaaba. Los 365 ídolos fueron destruidos y él recitó el siguiente verso del Corán (libro sagrado del islam):"Di la verdad ha llegado y la falsedad se ha ido. La mentira está destinada a desaparecer."
El pueblo se reunió en la Kaaba y Mahoma pronunció el siguiente discurso:

No hay más Dios que Alá. Él no tiene asociado. Él ha hecho buena su promesa de que Él llevó a cabo a su siervo y le ayudó y derrotó a todos los confederados. Tiene en cuenta que toda solicitud de privilegio, ya sea de sangre o de propiedad es abolida excepto el de la custodia de la Kaaba y de suministrar agua a los peregrinos. Tenga en cuenta que para cualquiera que es asesinado el dinero sangriento es de cien camellos. Pueblo de Quraish, por cierto, Alá ha abolido de ti todo el orgullo del tiempo de la ignorancia y todo el orgullo en su ascendencia, porque todos los hombres descienden de Adán, y Adán fue hecho de barro.

Entonces Mahoma dirigiéndose a la gente dijo: "Oh Quraish, ¿qué piensan del trato que debo darles a ustedes?" Y ellos dijeron: "Misericordia, oh Profeta de Alá. No esperamos de ti nada más que el bien." Mahoma declaró: "Me dirijo a ustedes con las mismas palabras que Yūsuf [José] habló a sus hermanos. Este día no hay ningún reproche contra ustedes. Sigan su camino, porque son libres." El prestigio de Mahoma creció después de la rendición de los mecanos. Emisarios de toda la península arábiga llegaron a Medina para aceptarlo.
Diez personas fueron mandadas a matar:, Ikrimah ibn Abi-Jahl, Abdullah ibn Saad ibn Abi Sarh, Habbar bin Aswad, Miqyas Subabah Laythi, Huwairath bin Nuqayd, Abdullah Hilal y cuatro mujeres que habían sido culpables de asesinato o des otro delitos o que habían desencadenado la guerra y perturbado la paz.
Sin embargo, no todos murieron; Ikrimah vivió para adoptar el islam y luchó en las filas musulmanas en las batallas futuras. De las dos muchachas cantoras proscritas por Mahoma una fue muerta, pero la otra se salvó porque se convirtió al islam. Ibn Abi Sarh había concedido protección en virtud de Uthman ibn Affan y cuando en un principio se negó a tomar el juramento obligatorio de fidelidad a Mahoma, los espectadores aún no lo mataban, debido al pesar de Mahoma.
La conquista de La Meca fue seguida por la Batalla de Hunayn.